# クレイトン・シャヴィエル
クレイトン・リベイロ・シャヴィエル（Cleiton Ribeiro Xavier、1983年3月23日 - ）は、ブラジル・アラゴアス州出身の元サッカー選手。現役時代のポジションはミッドフィールダー。

## 経歴
2002年にSCインテルナシオナルでプロデビューを果たした。複数のクラブにレンタル移籍し、2010年7月14日、ウクライナのFCメタリスト・ハルキウに移籍した。2015年2月7日、メタリストとの契約が終了しSEパルメイラスに復帰した。

## タイトル

### クラブ
SCインテルナシオナル
- カンピオナート・ガウショ：2回 (2003, 2004)

フィゲイレンセFC
- カンピオナート・カタリネンセ：1回 (2008)

SEパルメイラス
- コパ・ド・ブラジル：1回 (2015)
- カンピオナート・ブラジレイロ・セリエA：1回 (2016)

ECヴィトーリア
- カンピオナート・バイアーノ：1回 (2017)